# 大田乡 (武义县)
大田乡，中国浙江省金华市武义县下辖的一个乡。

## 辖区
该乡辖有：徐村、代石村、大公山村、古竹村、三峰村、宏阁村、白衣坑村、上下仓村、五登村、派塘村、碗铺村、瓦窑头村、下弄村、下村、中村、上村、下叶山村